# Кубок світу з біатлону 2018—2019 — етап 5
П'ятий етап Кубка світу з біатлону 2018—19 відбувається в Рупольдингу, Німеччина, з 17 по 20 січня 2019 року. До програми етапу включено 6 гонок: спринт, мас-старт та естафета у чоловіків та жінок.

## Гонки

### Чоловіки
| Гонка:          | Золото:                      | Час               | Срібло:                | Час               | Бронза:                   | Час               | Дж. |
| Спринт 10 км    | Йоганнес Тінгнес Бо Норвегія | 22:56.3 (0+1)     | Тар'єй Бо Норвегія     | 23:04.2 (0+0)     | Бенедікт Долль Німеччина  | 23:06.8 (0+1)     |     |
| Мас-старт 15 км | Йоганнес Тінгнес Бо Норвегія | 36:43.8 (0+0+0+1) | Юліан Ебергард Австрія | 36:44.4 (0+1+0+1) | Кантен Фійон Майє Франція | 36:46.6 (0+1+0+0) |     |

### Жінки
| Гонка:            | Золото:                       | Час               | Срібло:                             | Час               | Бронза:                     | Час               | Дж. |
| Спринт 7,5 км     | Анастасія Кузьміна Словаччина | 19:15.1 (0+0)     | Ліза Вітоцці Італія                 | 19:26.6 (0+0)     | Ганна Еберг Швеція          | 19:44.2 (0+0)     |     |
| Мас-старт 12,5 км | Франциска Пройс Німеччина     | 32:34.0 (0+0+0+0) | Інгрід-Ланнмарк Тандреволл Норвегія | 32:34.2 (0+0+0+0) | Пауліна Фіалкова Словаччина | 32:49.1 (0+0+1+0) |     |

### Естафети
| Гонка:            | Золото:                                                                               | Час                                                       | Срібло:                                                                                   | Час                                                       | Бронза:                                                               | Час                                                       | Дж. |
| Жіноча естафета   | Франція Жулья Сімон Анаїс Бескон Жустін Бреза Анаїс Шевальє                           | 1:09:27.7 (0+0) (0+0) (0+0) (0+1) (0+1) (0+1) (0+0) (0+1) | Норвегія Сюнневе Сулемдаль Інґрід Ландмарк Тандреволд Тіріль Екгофф Марте Олсбю Ройселанд | (0+0) (0+0) (0+0) (0+3) (0+1) (0+0) (0+1) (0+2)           | Німеччина Ванесса Гінц Лаура Дальмаєр Франциска Пройс Денізе Геррманн | (0+1) (0+1) (0+1) (0+0) (0+0) (0+2) (0+1) (0+3)           |     |
| Чоловіча естафета | Норвегія Ларс-Гельге Біркеланн Ветле Шостад Крістіансен Тар'єй Бо Йоганнес Тінгнес Бо | 1:09:54.3 (0+1) (0+1) (0+0) (0+1) (0+0) (0+2) (0+0) (0+3) | Німеччина Роман Рес Йоганнес Кюн Арнд Пайффер Бенедікт Долль                              | 1:10:07.8 (0+0) (0+0) (0+1) (0+3) (0+0) (0+0) (0+1) (0+1) | Франція Емільєн Жаклен Мартен Фуркад Кантен Фійон Майє Сімон Детьє    | 1:10:20.5 (0+1) (0+1) (0+1) (0+0) (0+2) (0+2) (0+1) (0+2) |     |

## Досягнення
Перша індивідуальна перемога на етапах Кубка світу
- Франциска Пройс — мас-старт